# Fumio Hisamatsu
久松 文雄
Œuvres principales
Super Jetter
Fumio Hisamatsu (久松 文雄, Hisamatsu Fumio), né le 24 avril 1943 à Nagoya, dans la préfecture d'Aichi, et mort le 16 avril 2021, est un mangaka et un créateur de personnages qui travaillait fréquemment avec TCJ dans les années 1960 et illustrait des adaptations manga de leur série télévisée. En particulier, il a créé le manga pour « Super Jetter » et a également été le créateur du personnage de l'anime. Il a également réalisé la conception des personnages pour « L'aventure sur l'île Gaboten » de TCJ. Hisamatsu voulait être un artiste de manga depuis qu'il était en troisième année et a commencé à écrire des mangas au collège. Son premier travail était Crise de la terre (地球危し, Chikyū Abunashi) et était également ses débuts professionnels. Il était l'assistant d'Osamu Tezuka.

## Manga
- Crise de la terre! (スーパー・ライトの活躍　地球危し!, Sūpā raito no katsuyaku chikyū abunashi!?) (Masakazu Manga Publishing, 1958) sous le nom Yumeji Tanaka
- Hit the Pistol (拳銃にかけろ, Kenjū ni kakero?) (Bōken’ō, 1961)
- Dangerous Pistol (拳銃にきけ!, Kenjū ni kike?) (Bōken’ō, 1962)
- Gorath (妖星ゴラス, Yōsei gorasu?) (Bōken’ō, 1962)
- Nagareboshi Billy (流れ星ビリー, Nagareboshi birī?) (Bōken’ō, 1962)
- Mothra vs. Godzilla (モスラ対ゴジラ, Mosura tai gojira?) (Bōken’ō, 1964)
- Shōnen Ninja Kaze no Fujimaru (少年忍者風のフジ丸, Shōnen Ninja Kaze no Fujimaru?) à l'origine par Sanpei Shirato (We, Juillet 1964 - Septembre 1965)
- Super Jetter (スーパージェッター, Sūpājettā?) (Weekly Shōnen Sunday, Janvier 1965 - Janvier 1966)
- Ultra Seven (ウルトラセブン, Urutorasebun?) (Tanoshi Yōchien, 1968)
- L'aventure sur l'île Gaboten (冒険ガボテン島, Bōken gaboten shima?) (Weekly Shōnen Sunday)
- Mighty Jack (マイティジャック, Maitijakku?)
- Sasuke (サスケ?) à l'origine par Sanpei Shirato (1968)
- Miss Wonder (冒険少女 ミス・ワンダー, Bōken shōjo misu wandā?) (Nakayoshi, 1968)
- Mimi-chan Nikki (みみちゃん日記, Mimi-chan nikki?) (Kibou no Tomo, 1968)
- Mirror Man (ミラーマン, Mirāman?) (September 1969-March 1970)
- Makeru na Ultraman (まけるなウルトラマン, Makeru na Urutoraman?) (Shōnen Book, 1970)
- Le retour d'Ultraman (帰ってきたウルトラマン, Kaettekita urutoraman?)
- Ultraman A (ウルトラマンA, Urutoraman A?)
- UFO Senshi Diapolon (UFO戦士ダイアポロン, Yūfō senshi daiaporon?) (TV-kun, 1976)
- Born Free (恐竜探険隊ボーンフリー, Kyōryū tanken-tai bōnfurī?) (TV-kun, 1976–1977)
- Yatterman (ヤッターマン, Yattāman?) (TV-kun, 1977)

### Avec Shinsuke Mitani
Tous sérialisés dans Weekly Heibon
- Gon yo O wo Fure (ゴンよ尾を振れ, Gon yo o o fure?) (1973–1974)
- Marche! Yoko (歩け! 陽子, Aruke! Yōko?) (1974)
- Nitamono Fūfu (ニタモノ夫婦, Nitamono fūfu?) (1974)
- Keppare! Bamba (けっぱれ! 輓馬, Keppare! Bamba?) (1974)

### Avec Shin Hayama
Tous sérialisés dans Weekly Heibon
- Tanukiyama Zessho (狸山絶唱?) (1974)
- Ochi Saru Gosuke (落ち猿ゴスケ, Ochi saru gosuke?) (1974)
- Hanako et papa (花子と父さん, Hanako to tōsan?) (1974)

### Historical manga
- Apprendre le manga dans l'histoire japonaise (Volume 1, Volume 3, Volume 8, Volume 11, Volume 14, Volume 18) (supervisé par Kazuo Kasahara)
- Héros Sengoku (écrit par Sentaro Kubota)
- Shiki (écrit par Sentaro Kubota)
- Zhuge Liang (écrit par Sentaro Kubota)
- Dame Kasuga (à l'origine par Kazuhisa Hori)
- San'yumeden (à l'origine par Lee Won-hin)
- Takeshi et l'esprit (à l'origine par Lee Won-hin)
- Manga: le problème de la diplomatie au Japon (supervisé par Taro Yayama)
- Lire le manga Kojiki (Seirindō)
- Le maître zen Dōgen (Volumes 1, 2 et 3; écrit par Ryodô Awaya)